# Fredløs (planteslægt)
 For "fredløs" i betydningen "udstødt af samfundet", se fredløshed. For andre betydninger, se Fredløs. (Se også artikler, som begynder med Fredløs)
 "Lysimachia" omdirigeres hertil. For den græske sø, se Lysimachia (sø).
Fredløs (Lysimachia) er en planteslægt, som findes udbredt i Europa, Nordafrika, Asien og Nordamerika. Det er stauder med modsatte eller kransstillede blade. Blomsterne er gule eller hvide og mangler nektar. Frugten er en 5-rummet kapsel. Her omtales kun de arter, som er vildtvoksende i Danmark, eller som dyrkes her.
| Beskrevne arter |

- Hvid fredløs (Lysimachia clethroides)
- Pengebladet fredløs (Lysimachia nummularia)
- Prikbladet fredløs (Lysimachia punctata)
- Duskfredløs (Lysimachia thyrsiflora)
- Almindelig fredløs (Lysimachia vulgaris)
- Knudearve (Lysimachia minima)

| Andre arter |

| - Lysimachia acroadenia - Lysimachia acuminata - Lysimachia angustiloba - Lysimachia arvensis - Lysimachia asperulifolia - Lysimachia atropurpurea - Lysimachia barbata - Lysimachia barystachys - Lysimachia borealis - Lysimachia brevipes - Lysimachia candida - Lysimachia chenopodioides - Lysimachia christinae - Lysimachia ciliata - Lysimachia congestiflora - Lysimachia cubangensis - Lysimachia daphnoides - Lysimachia davurica - Lysimachia decurrens - Lysimachia djalonis - Lysimachia dubia - Lysimachia elegantula - Lysimachia ephemerum - Lysimachia europaea | - Lysimachia filifolia - Lysimachia filiformis - Lysimachia foemina - Lysimachia fortunei - Lysimachia gracilipes - Lysimachia henryi - Lysimachia hexamera - Lysimachia huerneri - Lysimachia huttonii - Lysimachia hybrida - Lysimachia iniki - Lysimachia japonica - Lysimachia kingaensis - Lysimachia kochii - Lysimachia lanceolata - Lysimachia lichiangensis - Lysimachia lydgatei - Lysimachia mauritiana - Lysimachia maxima - Lysimachia melampyroides - Lysimachia minima - Lysimachia minoricensis - Lysimachia monelli - Lysimachia nemorum | - Lysimachia nummularifolia - Lysimachia oligantha - Lysimachia ovalis - Lysimachia pendens - Lysimachia peploides - Lysimachia quadrifolia - Lysimachia rhodesica - Lysimachia rubricaulis - Lysimachia schliebenii - Lysimachia scopulensis - Lysimachia serpens - Lysimachia sertulata - Lysimachia sikokiana - Lysimachia tenuicaulis - Lysimachia terrestris - Lysimachia tsaratananae - Lysimachia tyrrhenia - Lysimachia venosa - Lysimachia verna - Lysimachia verticillaris - Lysimachia wildpretii |